# František Štolba
František Štolba (24. březen 1839 Hradec Králové – 4. duben 1910 Praha) byl profesor chemické technologie a enzymologie na pražské technice. Dvakrát byl zvolen rektorem ČVUT.

## Život
V letech 1860–1864 byl stipendistou pražské techniky. Od roku 1864 zde působil jako asistent Karla Ballinga. Po rozdělení techniky na českou a německou část byl jmenován řádným profesorem technické chemie a encyklopedie chemie. Věnoval se chemicko-technologickým předmětům, především kvasné technologii (zymotechnika), pivovarství a cukrovarnictví. Vedle toho působil i na sladovnické škole a pořádal též populární přednášky pro laickou veřejnost.
V roce 1882 převzal obor encyklopedie chemile Antonín Bělohoubek a prof. Štolba se věnoval hutnictví a metalurgii.
Ve dvou funkčních obdobích (1876–1878 a 1882–1883) byl rektorem ČVUT.
Byl členem mnoha vědeckých spolků včetně Královské české společnosti nauk.
Obdržel řadu ocenění a vyznamenání. V roce 1906 byl jmenován dvorním radou. V roce 1909 mu byl udělen čestný doktorát technických věd za celoživotní pedagogickou i vědeckou činnost. Téhož roku mu byl udělen komturský kříž Řádu Františka Josefa.

## Dílo
Je autorem více než dvou set odborných článků v českém i německém chemickém tisku.

## Ocenění díla
- V roce 1909 mu byl udělen čestný titul doktora technických věd (Dr.h.c.) Českého vysokého učení technického v Praze.[2]